# Kostel svatého Oldřicha a Prokopa (Brno)
Římskokatolický kostel svatého Oldřicha a Prokopa je zaniklý kostel, který se nacházel na Starém Brně na rohu ulic Václavská a Křížová.
Kostel je poprvé zmiňován v roce 1243, v roce 1332 byl přiřazen k nedalekému klášteru cisterciaček. V roce 1782, kdy byl cisterciácký klášter zrušen, kostel spadal pod Náboženský fond, než byl v roce 1785 zbořen.